# Filippo II Colonna
Filippo II Colonna (Roma, 7 aprile 1663 – Roma, 6 novembre 1714) era il figlio di Lorenzo Onofrio e di Maria Mancini, nipote del cardinal Mazzarino.

## Biografia

### Giovinezza
Fu fin dal 1689 Gran Connestabile del Regno di Napoli. Fra i suoi titoli: IX Duca e Principe di Paliano, VI Duca di Marino, II Duca di Miraglia, VIII Duca di Tagliacozzo, dei Marsi e del Corvaro, Principe di Sonnino e Castiglione, Marchese di Cave, di Atessa e di Giuliano, Conte di Ceccano, di Rhegio, d'Albe, di Chiusa e Manopello, Barone di Carsoli, della Valle di Roveto, di Val Corrente, dell'Oliviero, di Caltamauro, della Città d'Aidone, del Burgio, di Monteallegro, della Contessa, di Cerro, della Nobara, di Plaisano, di Santa Caterina, Signore di Genazzano, Rocca di Papa, Ripi e altre terre, cavaliere dell'Ordine dello Speron d'Oro e Cavaliere dell'Ordine del Toson d'Oro.

### Matrimoni
Contrasse due matrimoni: in prime nozze sposò, il 20 aprile 1681 una nobildonna spagnola, Lorenza de La Cerda de Aragón y Cardona (n. 10 agosto 1666), figlia di Juan Francisco de la Cerda, Duca di Medinaceli. Da questo matrimonio non nacquero figli. Morta la prima moglie il 21 agosto 1697, il 25 novembre dello stesso anno si unì in matrimonio a Roma con donna Olimpia Pamphili (15 novembre 1678-11 febbraio 1731), figlia di Giovanni Battista Pamphili, II principe di San Martino al Cimino e Valmontone.

### Ascesa
Nel 1710 ottenne la carica ereditaria di Principe Assistente al Soglio Pontificio.
Membro dell'Arcadia, protesse artisti e letterati: fra questi ultimi il celebre Silvio Stampiglia, fondatore, insieme ad altri, di tale importante accademia e che successivamente (1706) divenne poeta ufficiale della corte asburgica di Vienna, dove restò per dodici anni precedendo in questo incarico gli altrettanto celebri Apostolo Zeno e Pietro Metastasio. Fu anzi Filippo Colonna a far conoscere allo Stampiglia Giovanni Bononcini, uno dei massimi compositori italiani dell'età barocca. Frutto della collaborazione fra il letterato e il musicista furono due opere di rilievo: il Serse (1694) e Il Trionfo di Camilla regina dei Volsci (1696). Va messo in evidenza che sia lo Stampiglia che il Bononcini furono sostenuti finanziariamente da Filippo II. Il Bononcini, che per ben cinque anni ricevette uno stipendio dal principe, volle comporre alcune immortali serenate in onore della sua consorte, anche come segno di gratitudine per i favori ricevuti.
Celebre e celebrata, a cavallo fra XVII e XVIII secolo fu la pinacoteca privata di Filippo II, accanito collezionista di quadri e oggetti d'arte di vario genere. Nel 1703, con un gesto rivoluzionario per l'epoca, volle aprire al pubblico,  il palazzo romano di famiglia che custodiva le più significative opere d'arte che egli stesso aveva acquistato o ricevuto in eredità (in particolare dal cardinale Girolamo Colonna e da suo padre, Lorenzo Onofrio).

## Discendenza
Dal matrimonio tra Filippo II Colonna e Olimpia Pamphili nacquero otto figli: 
- Lorenzo (5 ottobre 1698-giugno 1699);
- Fabrizio (28 gennaio 1700-28 ottobre 1755), X principe di Paliano, sposò nel 1718 Caterina Zefirina Salviati (3 agosto 1703[7]-17 ottobre 1756) e proseguì la dinastia;
- Filippo (18 aprile 1701 - agosto 1701);
- Antonio (13 aprile 1702 - 1704);
- Clemente (10 aprile 1704 - agosto 1704);
- Agnese (13 gennaio 1706 - 17 maggio 1780), sposò nel 1723 Camillo Borghese, IV principe di Sulmona;
- Girolamo (8 maggio 1708 - 18 gennaio 1763), cardinale;
- Anna (18 dicembre 1709 - 11 marzo 1745), sposò nel 1730 Domenico Marzio Carafa, VIII duca di Maddaloni, III principe della Guardia (1706-1748).

## Ascendenza
|                                                 |               |                                             | Genitori                         |  |  | Nonni |  |  | Bisnonni                                  |  |  | Trisnonni                                       |  |
|                                                 |               |                                             |                                  |  |  |       |  |  | Filippo I Colonna, IV principe di Paliano |  |  | Marcantonio III Colonna, II principe di Paliano |  |
|                                                 |               |                                             |                                  |  |  |       |  |  | Filippo I Colonna, IV principe di Paliano |  |  | Marcantonio III Colonna, II principe di Paliano |  |
|                                                 |               | Felice Orsina Peretti-Damasceni             |                                  |  |  |       |  |  | Filippo I Colonna, IV principe di Paliano |  |  |                                                 |  |
| Marcantonio V Colonna, V principe di Paliano    |               |                                             |                                  |  |  |       |  |  | Filippo I Colonna, IV principe di Paliano |  |  |                                                 |  |
|                                                 |               | Lucrezia Tomacelli                          | Girolamo Tomacelli               |  |  |       |  |  |                                           |  |  |                                                 |  |
|                                                 |               | Lucrezia Tomacelli                          | Girolamo Tomacelli               |  |  |       |  |  |                                           |  |  |                                                 |  |
|                                                 |               | Lucrezia Tomacelli                          | Ippolita Ruffo                   |  |  |       |  |  |                                           |  |  |                                                 |  |
| Lorenzo Onofrio Colonna, VI principe di Paliano |               | Lucrezia Tomacelli                          |                                  |  |  |       |  |  |                                           |  |  |                                                 |  |
|                                                 |               | Lorenzo Gioeni, principe di Castiglione     | Tomaso Gioeni                    |  |  |       |  |  |                                           |  |  |                                                 |  |
|                                                 |               | Lorenzo Gioeni, principe di Castiglione     | Tomaso Gioeni                    |  |  |       |  |  |                                           |  |  |                                                 |  |
|                                                 |               | Lorenzo Gioeni, principe di Castiglione     | Susanna Beccadelli di Bologna    |  |  |       |  |  |                                           |  |  |                                                 |  |
| Isabella Gioeni                                 |               | Lorenzo Gioeni, principe di Castiglione     |                                  |  |  |       |  |  |                                           |  |  |                                                 |  |
|                                                 |               | Antonia Avarna, baronessa di Santa Caterina | Nicolò Maria Averna              |  |  |       |  |  |                                           |  |  |                                                 |  |
|                                                 |               | Antonia Avarna, baronessa di Santa Caterina | Nicolò Maria Averna              |  |  |       |  |  |                                           |  |  |                                                 |  |
|                                                 |               | Antonia Avarna, baronessa di Santa Caterina | Isabella Saccano                 |  |  |       |  |  |                                           |  |  |                                                 |  |
| Filippo II Colonna, VII principe di Paliano     |               | Antonia Avarna, baronessa di Santa Caterina |                                  |  |  |       |  |  |                                           |  |  |                                                 |  |
|                                                 | Paolo Mancini | Lorenzo Mancini, VII signore di Leprignana  |                                  |  |  |       |  |  |                                           |  |  |                                                 |  |
|                                                 | Paolo Mancini | Lorenzo Mancini, VII signore di Leprignana  |                                  |  |  |       |  |  |                                           |  |  |                                                 |  |
|                                                 | Paolo Mancini | Olimpia Massimo                             |                                  |  |  |       |  |  |                                           |  |  |                                                 |  |
| Michele Lorenzo Mancini                         | Paolo Mancini |                                             |                                  |  |  |       |  |  |                                           |  |  |                                                 |  |
|                                                 |               | Vittoria Capocci                            | Vincenzo Capocci                 |  |  |       |  |  |                                           |  |  |                                                 |  |
|                                                 |               | Vittoria Capocci                            | Vincenzo Capocci                 |  |  |       |  |  |                                           |  |  |                                                 |  |
|                                                 |               | Vittoria Capocci                            | Lucrezia Glorieri                |  |  |       |  |  |                                           |  |  |                                                 |  |
| Maria Mancini                                   |               | Vittoria Capocci                            |                                  |  |  |       |  |  |                                           |  |  |                                                 |  |
|                                                 |               | Pietro Antonio Mazzarino                    | Giulio Mazzarino                 |  |  |       |  |  |                                           |  |  |                                                 |  |
|                                                 |               | Pietro Antonio Mazzarino                    | Giulio Mazzarino                 |  |  |       |  |  |                                           |  |  |                                                 |  |
|                                                 |               | Pietro Antonio Mazzarino                    | Margherita de Franchis-Passavera |  |  |       |  |  |                                           |  |  |                                                 |  |
| Girolama Mazzarino                              |               | Pietro Antonio Mazzarino                    |                                  |  |  |       |  |  |                                           |  |  |                                                 |  |
|                                                 |               | Ortensia Bufalini                           | Ottavio Bufalini                 |  |  |       |  |  |                                           |  |  |                                                 |  |
|                                                 |               | Ortensia Bufalini                           | Ottavio Bufalini                 |  |  |       |  |  |                                           |  |  |                                                 |  |
|                                                 |               | Ortensia Bufalini                           | Francesca Belloni                |  |  |       |  |  |                                           |  |  |                                                 |  |
|                                                 |               | Ortensia Bufalini                           |                                  |  |  |       |  |  |                                           |  |  |                                                 |  |